# Complex de grote cu semne runice (Butuceni)
Complex de grote cu semne runice este un sit arheologic amplasat în Butuceni, raionul Orhei, Republica Moldova. Este un monument istoric și arhitectural de importanță națională inclus în Registrul monumentelor Republicii Moldova ocrotite de stat cu nr. 1068 (raionul Orhei). Datează din sec. VII-XII.